# Tell It to the Frogs
«Díselo a las ranas» —título original en inglés: «Tell It to the Frogs»— es el tercer episodio de la serie de televisión de terror The Walking Dead. Originalmente, se transmitió en AMC en los Estados Unidos el 14 de noviembre de 2010. El episodio fue escrito por Charles H. Eglee, Jack LoGiudice, y Frank Darabont, el creador de la serie. Estuvo dirigido por Gwyneth Horder-Payton.
En el episodio, el oficial Rick Grimes (Andrew Lincoln) finalmente se reúne con su esposa Lori (Sarah Wayne Callies) y su hijo Carl (Chandler Riggs) y su mejor amigo Shane Walsh (Jon Bernthal), aunque esta reunión es de corto plazo cuando decide regresar para rescatar a Merle Dixon (Michael Rooker) junto con Daryl Dixon (Norman Reedus) (el hermano menor de Merle), T-Dog (IronE Singleton), Glenn Rhee (Steven Yeun), y Morales (Juan Pareja). Después de darse cuenta de que su marido está vivo después de todo, Lori termina su tumultuosa aventura con Shane. Es entonces cuando Shane saca su frustración dándole una brutal golpiza al cruel y abusivo Ed Peletier (Adam Minarovich).

## Trama
Merle Dixon (Michael Rooker) lucha por escapar de las esposas después de que su grupo lo abandonó en la azotea de los grandes almacenes de Atlanta, jurando venganza contra el alguacil Rick Grimes (Andrew Lincoln) por ponerlo allí. Comienza a rogar por el perdón de Dios cuando los caminantes comienzan a intentar abrir la puerta de la azotea. Merle comienza a intentar desesperadamente alcanzar algunas herramientas cercanas, gritando que nunca más le rogará a Dios.
En otra parte, Glenn Rhee (Steven Yeun) lleva a Rick y a los demás miembros de su grupo de regreso al campamento de supervivientes en las afueras de Atlanta. Rick se siente abrumado al encontrar a su esposa Lori (Sarah Wayne Callies) y su hijo Carl (Chandler Riggs) entre los supervivientes, junto con su amigo y socio Shane Walsh (Jon Bernthal). Cuando el grupo se reúne, descubren un caminante cerca, al que lo liquidan rápidamente, aunque temen que esto pueda ser una señal de problemas, ya que aún no habían visto caminantes cerca del campamento. El hermano de Merle Daryl Dixon (Norman Reedus) regresa de cazar para enterarse del destino de Merle y se enfurece con Rick.
Sintiéndose culpable por dejar a Merle esposado y por querer recuperar su bolsa de armas, Rick organiza un grupo de rescate, incluido Daryl. Mientras Rick no está, Lori le dice a Shane que con Rick de regreso debe terminar su relación con Shane, quien luego se vuelve amargado. Cuando Shane es testigo de cómo Ed Peletier (Adam Minarovich) golpea a su esposa Carol (Melissa McBride) por no concentrarse en la lavandería del grupo, toma su enojo y golpea brutalmente a Ed y amenaza con matarlo si alguna vez vuelve a tocar a alguna de las mujeres del grupo.
Mientras tanto, el grupo de Rick regresa a los grandes almacenes en Atlanta y suben a la azotea, encontrando que Merle aparentemente se ha ido. Sin embargo, encuentran una sierra para metales junto a la mano derecha cortada de Merle con unas esposas ensangrentadas que cuelgan de una tubería; Daryl entra en un ataque de ira y grita mientras los demás miran impotentes.